# Carsten Kühl (Maler)
Carsten Wilhelm Kühl (* 4. Juni 1887 in Oldenswort; † 30. September 1964 in Breklum) war ein norddeutscher Maler, Bildhauer und Heimatforscher.

## Leben
Carsten Wilhelm Kühl wurde am 4. Juni 1887 als siebentes von acht Kindern des Pastors Carsten Kühl (1842–1908) und seiner Frau Wilhelmine (geb. von Oldenburg, 1848–1912) in Oldenswort – einer kleinen Gemeinde in Eiderstedt – geboren. Seine Geschwister waren Helene (1871–1874), die spätere Schriftstellerin Thusnelda (1872–1935), Margarethe (1874–1899), Ernst Claudius (1876–1934), Julius (1877–1891), der spätere Chemiker und Schriftsteller Hugo (1878–1951) und Else (1891–1907). Es folgte ab 1893 der Schulbesuch in der Heimatgemeinde und ab 1903 die Arbeit auf Bauernhöfen in Freienwill bei Flensburg und in Nortorf. Ab dem Jahr 1907 besuchte er die Kunstgewerbeschule in Flensburg. Er studierte von 1908 bis 1912 Malerei und Bildhauerei in Berlin und Nürnberg. In den Jahren von 1912 bis 1914 lebte er in Brasilien in Rio de Janeiro. Über eine künstlerische Tätigkeit in diesen Jahren ist nichts bekannt.
Mit Ausbruch des Ersten Weltkrieges kehrte er nach Deutschland zurück und wurde Soldat. 1916 wurde er während des Sanitätsdienstes im Kurland schwer verwundet und bekam aufgrund dessen eine lebenslange Kriegsrente. In den 1920er Jahren lebte Carsten Kühl in Berlin und betätigte sich als Bildhauer. Er verkehrte in den Künstlercafés der Hauptstadt. Im Café des Westens lernte er eine junge Arzttochter aus dem Rheinland – Elfriede Katharina Nehrhaupt – kennen, die später als Diseuse unter dem Namen Kate Kühl Karriere machte. Die kinderlose Ehe der beiden wurde im April 1929 geschieden. Ab Beginn der 1930er Jahre lebte er wieder in Nordfriesland, zuerst in einem Haus seines Bruders Hugo in Schobüll, später dann in Breklum. In diesen Jahren begann er nachweislich zu malen, vielfach die Eiderstedter Haubarge, die er auch umfassend inventarisierte und fotografisch dokumentierte.
Erich Wohlenberg – ab 1947 Leiter des Museums Nissenhaus in Husum – schreib später in seiner Würdigung: „Er malte die Marsch in ihrer großen Weite, die Gräben und Deiche, vor allem aber die Haubarge. Ohne Übertreibung darf gesagt werden, dass Carsten Kühl der beste Kenner der Eiderstedter Haubarge war. Er kannte sie alle, auch das Innere, die Keller und ihre Ständerkonstruktion. Aber auch die Geschichte der Familien war ihm vertraut.“
Die Zusammenarbeit Carsten Kühls mit dem Nissenhaus begann in den 1930er Jahren. Er fertigte für den Landschaftssaal des Museums verschiedene Modelle von u. a. Haubargen und Warften an, die teilweise bis heute dort gezeigt werden, so das Modell der Peterswarf oder jenes der um 1900 aufgegebenen Altpeterswarf, beide auf der Hallig Langeneß. So wie der Husumer Maler Albert Johannsen – ein enger Freund Carsten Kühls – künstlerischer Berater des ersten Museumsdirektors Fritz Tidelskis war, wurde Kühl der bevorzugte Ansprechpartner, als es um die praktische Einrichtung und Ausgestaltung des Landschaftssaales ging.
Die Wertschätzung, die sich die Künstlerfreunde Albert Johannsen und Carsten Kühl entgegenbrachten, zeigte sich auch darin, dass sie sich gegenseitig porträtierten. Kühl schuf die Porträtbüste Johannsens, die bis heute im NordfrieslandMuseum Nissenhaus verwahrt wird. Johannsen schuf ein Ölbild mit dem Porträt Kühls, ebenfalls im Bestand des Nissenhauses.
1933 spielte Kühl in der Verfilmung der Novelle Der Schimmelreiter von Theodor Storm mit. Gedreht wurde an Originalschauplätzen in Husum und Nordfriesland unter der Regie von Hans Deppe und Curt Oertel. Kühl übernahm die Rolle des Schulmeisters, der dem Reisenden die Geschichte des Deichgrafen Hauke Haien erzählte.
Im September 1940 heiratete Carsten Kühl die Krankenschwester Marie Sörensen (1898–1973). Zuerst lebte er mit ihr in Tönning, wo er für mehrere Jahre die Leitung des Eiderstedter Heimatmuseums übernahm. Es folgten weitere Wohnaufenthalte in Simonsberg und Struckum, bevor das Ehepaar sich endgültig in Breklum niederließ. Dort starb Carsten Kühl mit 77 Jahren am 30. September 1964. Er wurde auf dem Hattstedter Kirchfriedhof beerdigt. Die Grabstätte ist Ende der 1980er Jahre aufgelöst worden.
Ungefähr 80 Ölgemälde von Carsten Kühl – ein knappes Viertel davon ist datiert – sind heute nachweisbar. Er bevorzugte feste Malgründe wie Sperrholz, Hartfaser oder Pappe. Diese Vorliebe mag auch seiner pastosen Auftragstechnik geschuldet sein. Dabei zeichnen sich seine Werke durch eine ausgesprochene Realitätsnähe aus. Expressive Übersteigerung der Farbe oder Form findet sich nicht, die Proportionen spiegeln die Wirklichkeit wider. So sind die von ihm dargestellten Haubarge künstlerische Momentaufnahmen einer in weiten Teilen vergangenen Architektur.

## Rezeption
Das NordfrieslandMuseum Nissenhaus ehrte den Maler der Haubarge im Jahr 2008 mit einer umfassenden Werkschau und gab in seiner Schriftenreihe ein Buch mit dem Titel Carsten Kühl – Zwischen Realismus und Naturalismus heraus. Der Heimatbund Eiderstedt veranstaltete im Juni 2017 eine Vortragsreihe zu Carsten Kühl – hier standen der Heimatforscher und seine Schriften im Mittelpunkt des Interesses. Und die ebenfalls vom Heimatbund Eiderstedt neu herausgegebenen Werke Thusnelda Kühls haben auf dem Einband Abbildungen nach Ölgemälden ihres Bruders Carsten Kühl.

## Werke (Auswahl)
Gemälde
- Mars-Skipper-Hof, Kotzenbüll, Öl auf Leinwand, 55,5 × 70,5 cm, o. J., Privatbesitz
- Priel bei Olversum mit dem Blick auf die Katinger Kirche, Öl auf Leinwand, o. J.[12]
- Friesischer Hof, Öl auf Hartfaser, 31 × 42 cm, o. J.[13]
- Haubarg in Witzwort, Öl auf Karton, 49,5 × 65 cm, o. J., Gemeinde Oldenswort
- Kate in Welt, Öl auf Hartfaserplatte, 36 × 41 cm, o. J., Gemeinde Oldenswort
- Schafe auf dem Vorland, Öl auf Sperrholz, 52 × 61,5 cm, o. J., Gemeinde Oldenswort
- Lohdiele in einem Haubarg, Öl auf Leinwand, 110 × 80 cm, 1940, Museumsverbund Nordfriesland[14]
- Heuhocken, Öl auf Pappe, 43 × 58 cm, 1930[15]
- Wohnhaus in Tetenbüll, Öl auf Sperrholz, 30,5 × 49 cm, 1940, Privatbesitz
- Roter Haubarg, Öl auf Karton, 50 × 65 cm, 1942, Privatbesitz
- Eiderstedter Hofburg, Tofting, Öl auf Karton, 50 × 62 cm, 1943, Privatbesitz
- Kate und Mühle in Welt, Öl auf Karton, 40 × 49,5 cm, 1946, Privatbesitz
- Bauernhaus in Welt, Öl auf Sperrholz, 39,5 × 50 cm, 1947, Privatbesitz

Modelle und Dioramen
Die in Klammern hinterlegte Nummer bezieht sich auf die Inventarliste des NordfrieslandMuseums Nissenhaus.
- Ostenfelder Bauernhaus, 1937 (K 3787)
- Graupenmühle Osterhusum, 1937 (K 3788)
- Landgewinnung am Hindenburg-Damm, 1938/39 (K 3793)
- Bockmühle Ockholm, 1952 (K 3789)
- Alte Marienkirche, 1953 (zur 350-Jahr-Feier der Stadt Husum), angefertigt zusammen mit dem Tischlermeister Andreas Hansen aus Breklum (K 3807)[16]
- Haubarg Wulfenbüttel, 1957, (K 3796)

Büsten
Die in Klammern hinterlegte Nummer bezieht sich auf die Inventarliste des NordfrieslandMuseums Nissenhaus.
- Mädchenbüste, 1920, Verbleib unbekannt (als Foto NFVd 114b)[17]
- Selbstbildnis, o. J., Verbleib unbekannt (als Foto NFVd 114b)[18]
- Porträtbrüste Albert Johannsen, Gips, grün eingefärbt, 37,5 cm, 1938 (B 2362)

## Schriften (Auswahl)
- Der Ovensche Hof in Witzwort. In: Eiderstedter Nachrichten, Nr. 33, 1939.
- Der Rote Haubarg. In: Husumer Nachrichten, 26. Mai 1941.
- Eiderstedter Bauernhäuser. In: Husumer Nachrichten, 26. Februar 1944.
- Rauchhäuser in Eiderstedt und ihre Bedeutung für die spätere Bauart. In: Jahrbuch Nordfriesisches Institut, Jg. 1, 1949.
- Das Schloss bei Oldenswort. In: Eiderstedter Tageblatt, Nr. 184, 9. August 1950.
- Zur Baugeschichte des Pastorats in Westerhever. In: Husumer Nachrichten, 27. Januar 1951.
- Die Eiderstedter Haubarge. In: Husumer Nachrichten, 12. November 1955.
- Das Herrenhaus in Husum. In: Die Heimat (Zeitschrift für Natur- und Landeskunde von Schleswig-Holstein und Hamburg), Jg. 64, 1957.